# 지명권
지명권이란 유언에서 특정인에게 재산을 처분할 줄 권리를 부여하는 것을 말한다. 크게 일반 지명권과 특별지명권으로 나뉜다. 

## 일반 지명권
나의 비디오 게임들을 내 아들 안드류가 적절하다고 생각하는 방식으로 처분할 것이라고 유언하는 것이다.

## 특별 지명권
나는 나의 선인장을 나의 자녀와 부인 팻에게 누가 받을 것인지 결정하도록 한다라고 유언하는 경우 선인장은 자녀와 팻은 상속할 수 없다. 

## 참고 문헌
- 이근영, 최현태, 사법 : 영미법상 지명권에 관한 연구 -신탁지명권을 중심으로, 법학논총 28권 3호, 2011년
- 명순구, 현대미국신탁법, 세창출판사, 2005 ISBN 978-89-8411-124-0
- 임채웅 역, 미국신탁법 : 유언과 신탁에 대한 새로운 이해, 박영사, 2011 ISBN 978-89-6454-628-4